# Выгорецкая обитель

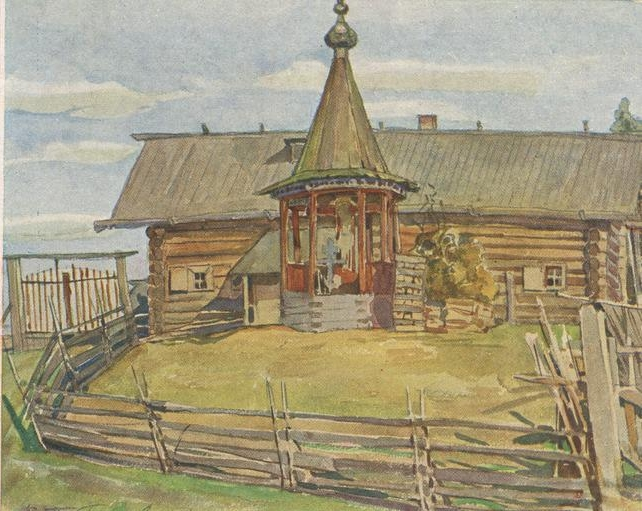
Дом большака в Выговской пустыни. Открытка ОВХР.

Выгоре́цкая оби́тель (Выгорецкая пустынь, Выгореция, Выголе́ксинское общежи́тельство, Вы́говская киновия; официальное название Всепречестная и богоспасаемая киновия отец и братия Всемилостивого Спаса Господа и Бога нашего Исуса Христа Богоявления) — крупный старообрядческий беспоповский центр Поморского согласия, созданный в 1694 году на Русском Севере на территории Обонежской пятины (Олонецкий уезд). Обитель считалась в среде старообрядцев преемницей Соловецкого монастыря, открыто выступившего против церковной реформы патриарха Никона и восемь лет выдерживавшего осаду царских войск.
В дальнейшем — Выголексинский старообрядческий монастырь в Олонецкой губернии. Территория Выгорецкой обители является местом паломничества старообрядцев из разных государств и стран.

## История

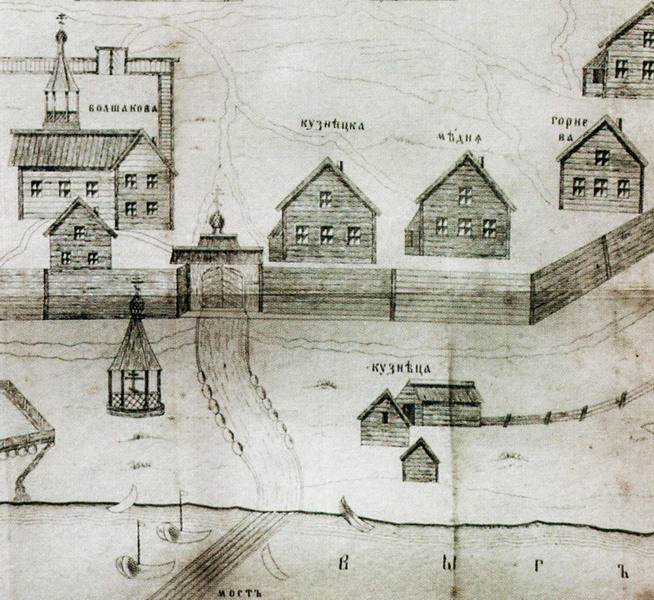
Фрагмент плана Выговского мужского Данилова монастыря.

### Начало обители

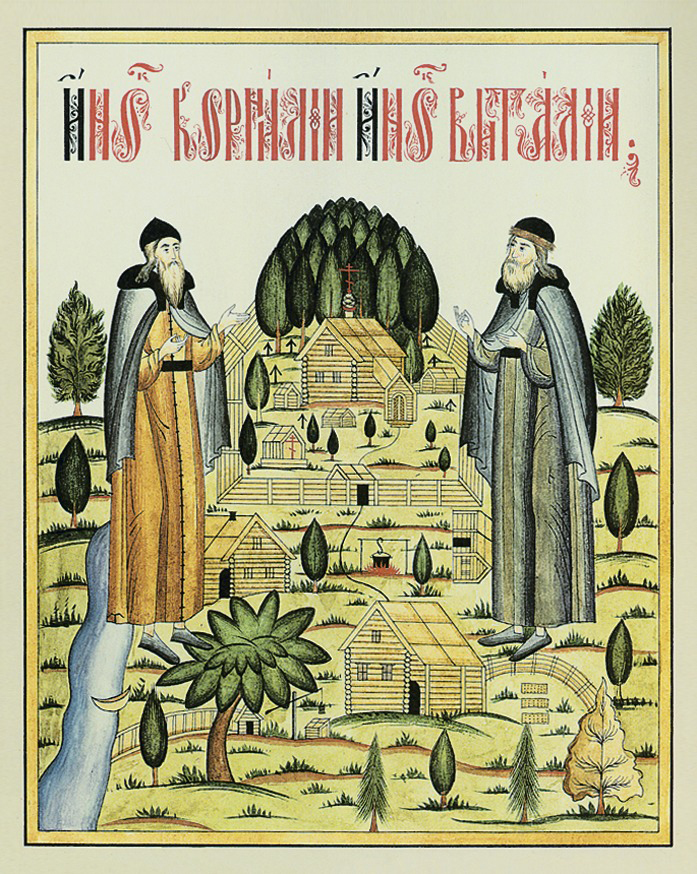
Священноиноки Корнилий и Виталий (справа), основатели Выгорецкой обители.

Начало обители было положено в октябре 1684 года на небольшом острове озера Сарозеро вблизи Онежского озера (ныне Пудожский район Карелии), где жили дьякон из Соловецкого монастыря — Игнатий и его последователи: бывший дьякон Шуньгского погоста Даниил Викулин, Пётр Прокопьев, Емельян Повенецкий, мирянин Андрей Денисов (с 1691 года) и местные жители.
В 1694 году было выбрано новое место для обители на реке Выг, где жили выходцы из Соловецкого монастыря — старцы Герман и Геннадий Качаловы, Захарий Дровнин, иноки Кирилл Сунарецкий, Виталий Московский, Корнилий Выговский и другие.
Поздней осенью 1694 года построили столовую, где происходили моления, хлебню, ригу, две кельи. Вдохновителем строительства был Андрей Денисов (кн. Андрей Дионисиевич Мышецкий), а духовными руководителем — священноинок Пафнутий Соловецкий, первый настоятель обители. Первоначальное число участников общежития (насельников) составляло 40 человек.
В 1698 году число выговских насельников уже достигало двух тысяч человек. Постепенно жизнь пустыни стала организовываться по монастырскому чину. Следуя заложенному с самого начала общежительства принципу раздельного проживания мужчин и женщин, поселение было обнесено оградой и разделено стеной на две половины — мужскую и женскую (позднее женская получила название Коровий двор). В 1702 году Пафнутий Соловецкий ушёл с Выга и настоятелем обители был избран Андрей Денисов.
Устройство пустыни базировалось на ряде уставов, которые по своей сути являются правилами строгой аскетической монашеской жизни в соответствии с древнерусскими иноческими образцами (в дальнейшем этот принцип устройства общины по принципу древнерусских монастырей будет много раз повторен в истории старообрядчества, в частности первая благотворительная организация — Преображенское кладбище — также была по своей сути монастырской общиной). Профессором П. С. Смирновым и Е. В. Барсовым в своё время были отчасти напечатаны, отчасти пересказаны эти «уставы», «правила» и «чиноустроения» Выговской пустыни, и если их сопоставить с уставами древнерусских монастырей, то заметна схожесть, и, прежде всего, с Уставом Иосифо-Волоцкого монастыря.

### История до 1855 года
В 1702 году старообрядцы получили от царя Петра I право отправлять службы по старым книгам и ряд экономических льгот, одновременно монахи обители были приписаны к Олонецким горным заводам.
В 1706 году в 20 верстах от Богоявленской обители, стоявшей на реке Выг, построили женскую — Крестовоздвиженскую — на реке Лексе. Первой настоятельницей стала мать Феврония (родная сестра Андрея Денисова — Соломония).
К 1720-м годам обитель превратилась в экономически процветающую, крупную общину, окружённую многочисленными скитами (где разрешалось проживание с семьями) с пашенными дворами, административно подчинявшимися выговскому собору.

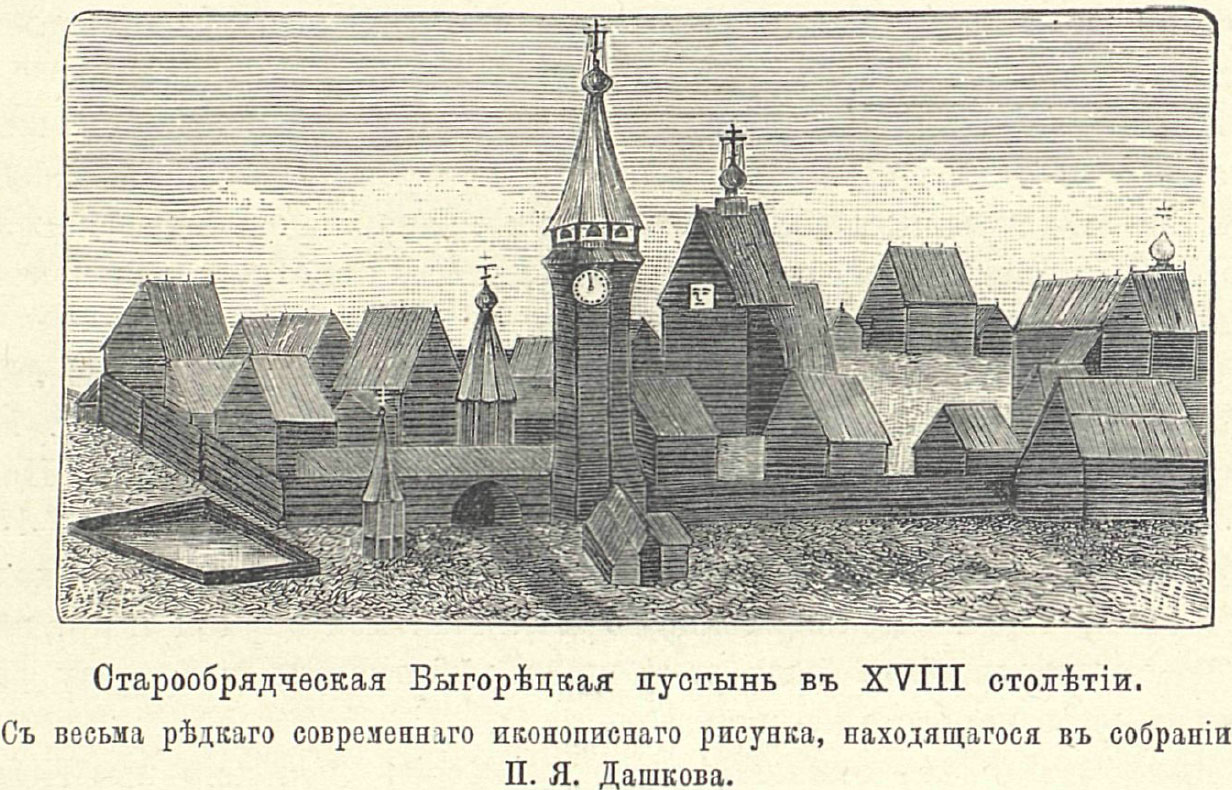
15-часовые часы Выгорецкой пустыни.

В обители действовали предприятия по выплавке меди, производству кирпича и досок, выделке кож, выгонке смолы и дёгтя. Община имела несколько хлебных пристаней на Онежском озере, мельницы, несколько озёрных судов. О суммах оборотов Выговской общины при Андрее Денисове неизвестно, но известно, что в первой трети XIX века, уже в период ослабления хозяйственной мощи Выга, чистый доход общины превышал 200 000 рублей, — значительная сумма по тем временам.

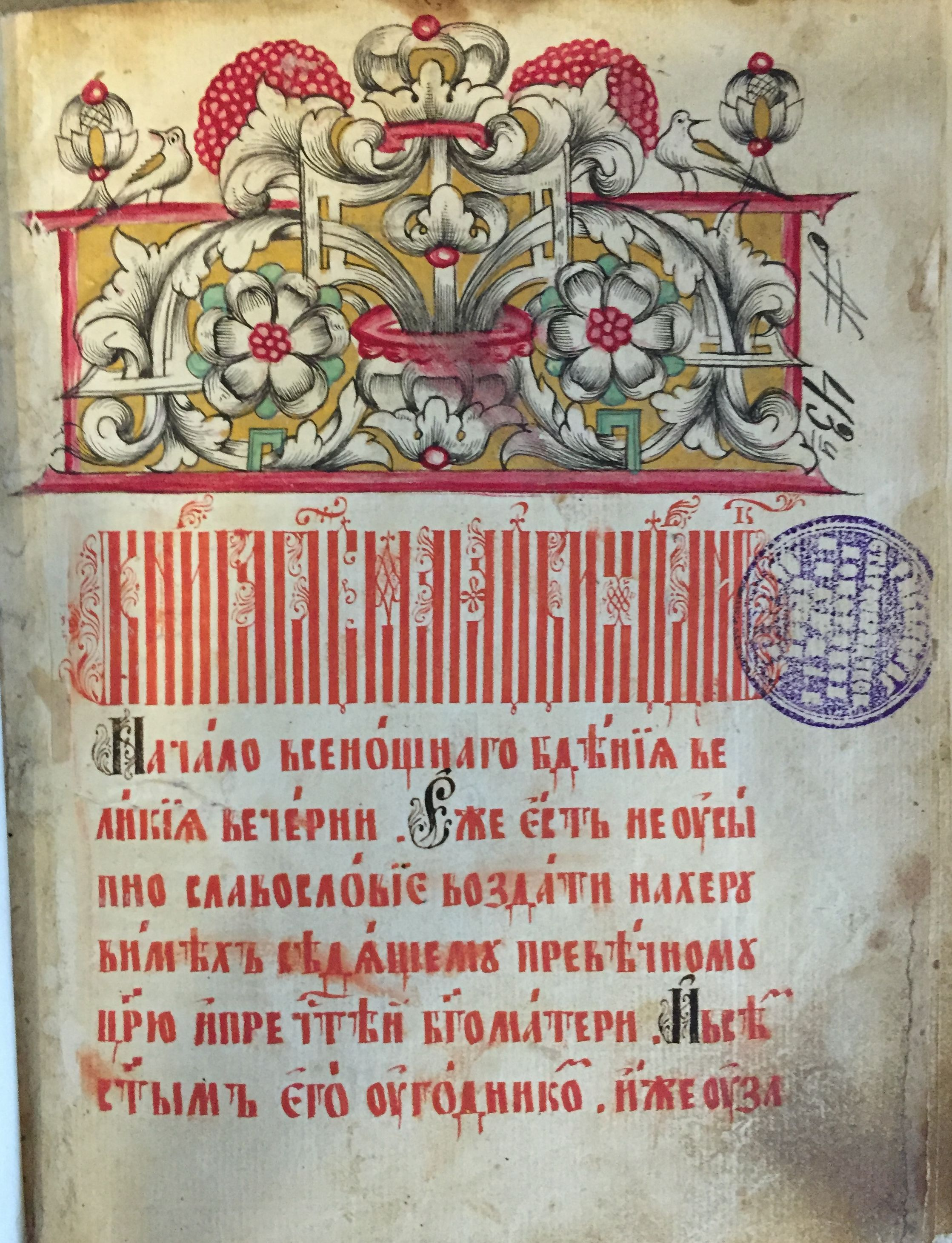
Обиход выговского письма, 1790-е гг.

В обители действовали библиотека, школы иконописания и грамоты, мастерская литья медных икон. Но постепенно происходило обмирщение общины вследствие активной предпринимательской деятельности, что привело в 1737 году к внутреннему расколу, когда обитель покинули радикально настроенные староверы во главе со старцем Филиппом. Вскоре около Филиппа собралось много единомышленников. Выговцы, узнав о вновь образовавшемся толке, стали звать Филиппа обратно к себе, но он не соглашался; тогда они пошли на него «с войском»; не желая сдаться живыми, Филипп и семьдесят его последователей сожгли себя на глазах пришедших. Это было 14 октября 1742 года. С тех пор самоубийство, в разных видах, стало считаться у филипповцев средством соблюсти цело веру. (см. Филипповское согласие).
Период 1720—1820 годов — время лояльного отношения властей к старообрядцам. Но царствование Николая I ознаменовалось карательными мерами и репрессиями по отношению к старообрядцам, в том числе и для ослабления их экономической мощи. В 1837 году правительственной командой по указу Николая I были запечатаны часовни обители, в Выгорецком общежительстве было разрешено селиться только «престарелым и дряхлым, не могущим трудами своими снискивать себе пропитание», также правительство запретило переселяться в Выгорец людям из других губерний. В 1848 году — экспроприированы земельные владения, а позднее стали выселяться и обитатели общины.
В 1855 году при Николае I обитель прекратила своё существование. До середины XIX века, времени разорения обители, на берегу Выга невдалеке от часовни, сохранялась келья старцев Корнилия и Виталия Выговских. Летом около неё собирались для молитвы окрестные староверы.

### Современность. Восстановление обители
В начале XXI века на одном из Соборов Поморского согласия было решено произвести работы по благоустройству памятного места. Работы по восстановлению христианской жизни на месте бывшего Выговского Данилова мужского монастыря в деревне Данилово начались в 2010 году.
На территории бывшей Выгорецкой обители началось благоустройство монастырского кладбища, установлены поклонные кресты. Осенью 2014 года была освящена часовня во имя пророка Илии и преподобных Зосимы и Саватия. Куратором Выговского общежительства от Российского Совета ДПЦ был назначен представитель Невской старообрядческой общины Санкт-Петербурга ДПЦ Михаил Евгеньевич Юшко.
В ноябре 2014 года в Даугавпилсе состоялась религиозно-научная конференция «320-летие Выговского общежительства и современные проблемы Старообрядчества».
К осени 2015 года усилиями Невской общины в этой местности приобретено два участка земли, на одном из которых был построен дом — приют старообрядцев, под кровлей которого могут разместиться паломники, а также возведён поклонный крест — такой стоял когда-то за монастырской оградой.
На 2023 год за монастырским кладбищем, на месте женского двора бывшего Выгорецкого общежительства, усилиями поморского инока Варлаама и других верующих был устроен скит, где подвизается отец Варлаам и куда приезжают паломники и трудники. Также в августе 2023 года на месте Выговского монастыря был устроен съезд Российского совета ДПЦ.

## Киновиархи Выговской обители
- Даниил Викулин (1694—1702)
- Андрей Денисович Мышецкий (1702—1730)
- Симеон Денисович Мышецкий (1730 — 25 сентября 1741)
- Иван Филиппов (1741—1744)
- Трифон Петров (1744—1759)
- Никифор Семёнов (1759—1774)
- Алексей Тимофеевич Кисилёв (1774—1780)
- Андрей Борисов (1780 — 19 февраля 1791)
- Архип Дементьев (1791—1809)
- Кирилл Михайлов (1809—1825)
- Пётр Иванов (1825—1830)
- Фёдор Петрович Бабушкин (1830—1842)
- Стефан Иванович (1842? — 1855)